# Rokuzaemon Yoshida
Rokuzaemon Yoshida  (吉田 六左エ門?) (Niigata, 15 dicembre 1939) è un politico giapponese del Partito liberal democratico e un membro della Dieta Nazionale del Giappone.
Laureato all'Università di Waseda, è stato eletto al primo dei suoi due mandati per l'assemblaggio delle prefettura di Niigata, nel 1983. Dopo una corsa senza successo nel 1993, è stato eletto alla Camera dei rappresentanti per la prima volta nel 1996, ma perse il suo seggio nel 2003. È stato rieletto nel 2005.